# Love Songs (Elton-John-Album)
Love Songs ist ein Best-of-Album des britischen Sängers, Komponisten und Pianisten Elton John. Es wurde am 24. September 1996 über das Label Rocket veröffentlicht.

## Inhalt
Die auf dem Album enthaltenen Lieder sind zum Großteil zuvor veröffentlichte Singles aus vorherigen Studioalben von Elton John. Einzig You Can Make History (Young Again) wurde für das Album produziert und als Single veröffentlicht.
Auf den Tonträger finden sich Gastbeiträge von George Michael und Kiki Dee. George Michael ist auf Don’t Let the Sun Go Down on Me zu hören, während Kiki Dee bei True Love mitwirkt.

## Produktion
Alle Lieder auf Love Songs wurden zum Großteil von Elton John und Bernie Taupin geschrieben. Gus Dudgeon und Chris Thomas fungierten als ausführende Produzenten des Albums.

## Titelliste
| #  | Titel                                     | Gastbeiträge   | Produzent                                              | Länge | Original-Album (Jahr)                              |
| -- | ----------------------------------------- | -------------- | ------------------------------------------------------ | ----- | -------------------------------------------------- |
| 1  | Sacrifice                                 |                | Chris Thomas                                           | 5:07  | Sleeping with the Past (1989)                      |
| 2  | Candle in the Wind                        |                | Gus Dudgeon                                            | 3:48  | Goodbye Yellow Brick Road (1973)                   |
| 3  | I Guess That’s Why They Call It the Blues |                | Chris Thomas                                           | 4:42  | Too Low for Zero (1983)                            |
| 4  | Don’t Let the Sun Go Down on Me           | George Michael | George Michael                                         | 5:47  | – (1991)                                           |
| 5  | Sorry Seems to Be the Hardest Word        |                | Gus Dudgeon                                            | 3:48  | Blue Moves (1976)                                  |
| 6  | Blue Eyes                                 |                | Chris Thomas                                           | 3:27  | Jump Up! (1982)                                    |
| 7  | Daniel                                    |                | Gus Dudgeon                                            | 3:53  | Don’t Shoot Me I’m Only the Piano Player (1973)    |
| 8  | Nikita                                    |                | Gus Dudgeon                                            | 4:52  | Ice on Fire (1985)                                 |
| 9  | Your Song                                 |                | Gus Dudgeon                                            | 4:01  | Elton John (1970)                                  |
| 10 | The One                                   |                | Chris Thomas                                           | 5:52  | The One (1992)                                     |
| 11 | Someone Saved My Life Tonight             |                | Gus Dudgeon                                            | 6:45  | Captain Fantastic and the Brown Dirt Cowboy (1975) |
| 12 | True Love                                 | Kiki Dee       | Narada Michael Walden                                  | 3:32  | Duets (1993)                                       |
| 13 | Can You Feel the Love Tonight             |                | Chris Thomas                                           | 4:00  | The Lion King (1994)                               |
| 14 | Circle of Life                            |                | Hans Zimmer, Mark Mancina, Jay Rifkin und Chris Thomas | 4:49  | The Lion King (1994)                               |
| 15 | Blessed                                   |                | Greg Penny                                             | 4:06  | Made in England (1995)                             |
| 16 | Please                                    |                | Greg Penny                                             | 3:52  | Made in England (1995)                             |
| 17 | Song for Guy                              |                | Elton John                                             | 5:04  | A Single Man (1978)                                |
| 18 | You Can Make History (Young Again)        |                | Chris Thomas                                           | 4:54  | zuvor unveröffentlicht                             |

## Kommerzieller Erfolg

### Chartplatzierungen

#### Album
Love Songs stieg in der Woche zum 12. Oktober 1996 auf Platz 24 der Billboard 200 ein. In den deutschen Albumcharts stieg das Album am 20. November 1995 auf Platz 57 ein. Am 8. Januar 1996 erreichte es mit Platz 7 seine Höchstposition in Deutschland. Des Weiteren erreichte Love Songs in Neuseeland und Norwegen die Spitzen der Charts.
| ChartsChartplatzierungen       | Höchstplatzierung | Wochen |
| ------------------------------ | ----------------- | ------ |
| Deutschland (GfK)              | 7 (53 Wo.)        | 53     |
| Österreich (Ö3)                | 4 (34 Wo.)        | 34     |
| Schweiz (IFPI)                 | 2 (31 Wo.)        | 31     |
| Vereinigte Staaten (Billboard) | 24 (76 Wo.)       | 76     |
| Vereinigtes Königreich (OCC)   | 4 (70 Wo.)        | 70     |

| ChartsJahrescharts (1996) | Platzierung |
| ------------------------- | ----------- |
| Deutschland (GfK)         | 43          |
| Österreich (Ö3)           | 32          |
| Schweiz (IFPI)            | 19          |

| ChartsJahrescharts (1997) | Platzierung |
| ------------------------- | ----------- |
| Deutschland (GfK)         | 82          |

#### Singles
| Jahr | Titel Album                        | Höchstplatzierung, Gesamtwochen, AuszeichnungChartplatzierungen (Jahr, Titel, Album, Platzierungen, Wochen, Auszeichnungen, Anmerkungen) | Höchstplatzierung, Gesamtwochen, AuszeichnungChartplatzierungen (Jahr, Titel, Album, Platzierungen, Wochen, Auszeichnungen, Anmerkungen) | Höchstplatzierung, Gesamtwochen, AuszeichnungChartplatzierungen (Jahr, Titel, Album, Platzierungen, Wochen, Auszeichnungen, Anmerkungen) | Höchstplatzierung, Gesamtwochen, AuszeichnungChartplatzierungen (Jahr, Titel, Album, Platzierungen, Wochen, Auszeichnungen, Anmerkungen) | Höchstplatzierung, Gesamtwochen, AuszeichnungChartplatzierungen (Jahr, Titel, Album, Platzierungen, Wochen, Auszeichnungen, Anmerkungen) | Anmerkungen                        |
| Jahr | Titel Album                        | DE | AT | CH | UK | US | Anmerkungen                        |
| ---- | ---------------------------------- | --- | --- | --- | --- | --- | ---------------------------------- |
| 1996 | You Can Make History (Young Again) | — | — | — | — | US70 (17 Wo.)US | Erstveröffentlichung: Oktober 1996 |

### Auszeichnungen für Musikverkäufe
| Professionelle Bewertungen | Professionelle Bewertungen |
| -------------------------- | -------------------------- |
| Kritiken                   |                            |
| Quelle                     | Bewertung                  |
| allmusic                   | [ 12 ]                     |

| Land/Region                  | Auszeichnungen für Musikverkäufe (Land/Region, Auszeichnung, Verkäufe) | Verkäufe  |
| ---------------------------- | ---------------------------------------------------------------------- | --------- |
| Argentinien (CAPIF)          | 2× Platin                                                              | 120.000   |
| Australien (ARIA)            | 3× Platin                                                              | 210.000   |
| Belgien (BRMA)               | Platin                                                                 | (50.000)  |
| Brasilien (PMB)              | Platin                                                                 | 250.000   |
| Chile (IFPI)                 | Platin                                                                 | 25.000    |
| Deutschland (BVMI)           | Platin                                                                 | (500.000) |
| Europa (IFPI)                | 5× Platin                                                              | 5.000.000 |
| Finnland (IFPI)              | Platin                                                                 | (63.250)  |
| Frankreich (SNEP)            | 2× Platin                                                              | (600.000) |
| Hongkong (IFPI/HKRIA)        | 3× Platin                                                              | 60.000    |
| Indonesien (ASIRI)           | 2× Gold                                                                | 50.000    |
| Japan (RIAJ)                 | Gold                                                                   | 100.000   |
| Kanada (MC)                  | 2× Platin                                                              | 200.000   |
| Mexiko (AMPROFON)            | Gold                                                                   | 100.000   |
| Neuseeland (RMNZ)            | 5× Platin                                                              | 75.000    |
| Niederlande (NVPI)           | Platin                                                                 | (100.000) |
| Norwegen (IFPI)              | 2× Platin                                                              | (100.000) |
| Österreich (IFPI)            | Platin                                                                 | (50.000)  |
| Polen (ZPAV)                 | Gold                                                                   | (50.000)  |
| Portugal (AFP)               | Platin                                                                 | (40.000)  |
| Schweden (IFPI)              | Platin                                                                 | (100.000) |
| Schweiz (IFPI)               | 2× Platin                                                              | (100.000) |
| Spanien (Promusicae)         | Platin                                                                 | (100.000) |
| Südafrika (RISA)             | Platin                                                                 | 50.000    |
| Taiwan (RIT)                 | 2× Platin                                                              | 100.000   |
| Ungarn (MAHASZ)              | Gold                                                                   | (25.000)  |
| Vereinigte Staaten (RIAA)    | 3× Platin                                                              | 3.000.000 |
| Vereinigtes Königreich (BPI) | 3× Platin                                                              | (900.000) |
| Insgesamt                    | 6× Gold · 45× Platin ·                                                 | 9.340.000 |

Hauptartikel: Elton John/Auszeichnungen für Musikverkäufe